# Счастье (фильм, 1998)
«Счастье» (англ. Happiness, США, 1998) — третий фильм режиссёра Тодда Солондза, вышедший на экраны в 1998 году. Обладатель приза ФИПРЕССИ на Каннском кинофестивале 1998 года и других наград. В ролях — ансамблевый состав ведущих голливудских звёзд независимого кино того времени.
Сюжет картины отсылает к пьесе Чехова «Три сестры» и к фильмам Вуди Аллена, вторая жена которого, Луиза Лассер, сыграла в «Счастье» одну из ролей. Исследуя сексуальные фобии и девиации, Солондз разрушает в фильме мифическую крепость американской семьи.
О дальнейшей судьбе героев повествует фильм Солондза «Жизнь в военные времена», снятый десять лет спустя уже с другим актёрским составом.

## Сюжет
Картина знакомит с жизнью нескольких персонажей, объединённых жутким внутренним одиночеством. Из лёгкой последовательности эпизодов складывается органичная мозаика повествования. Хотя фильм называется «Счастье», речь в нём идёт о его отсутствии. Все герои жаждут счастья, пытаются его поймать, но…
После сорока лет брака без особых на то причин Ленни Джордан (Газзара) оставляет жену. Одна из его дочерей, Триш, замужем за педофилом-психиатром, который попадается на изнасиловании мальчиков, одноклассников сына. Вторая дочь, красавица Хелен, пишет книги, эксплуатируя тему изнасилований в 11-12 лет. Не зная ничего о теме, она мечтает, чтобы с ней случилось то, что она описывает в своих сочинениях. В Хелен тайно влюблён её сосед по дому Аллен, к которому, в свою очередь, питает симпатию его соседка Кристина. Младшая дочь (Джой) одинока и находится в поисках своего предназначения. Оставив работу в колл-центре, она устраивается учителем в группе эмигрантов, где у неё завязывается роман с русским таксистом Владом.
Все остальные персонажи, так или иначе, связаны с семьёй Ленни Джордана. Каждый из них несчастен по-своему. Несчастен, несмотря на мирное время и такую экономически благополучную страну, как США. Но вывод всё-таки оптимистичен: пока люди ищут счастье, оно будет.

## В ролях
- Джейн Адамс — Джой Джордан
- Дилан Бейкер — Билл Мэплвуд
- Филип Сеймур Хоффман — Аллен
- Кэмрин Мангейм — Кристина
- Лара Флинн Бойл — Хелен Джордан
- Синтия Стивенсон — Триш Мэплвуд
- Руфус Рид — Билли Мэплвуд
- Джаред Харрис — Влад
- Луиза Лассер — Мона Джордан
- Бен Газзара — Ленни Джордан
- Марина Гайзидорская — Женя
- Джон Ловитц — Энди Корнблат

## Награды
- 1998 — приз ФИПРЕССИ на Каннском кинофестивале (Тодд Солондз).
- 1998 — премия Национального совета кинокритиков США за лучший актерский ансамбль.
- 1998 — приз Metro Media Award на кинофестивале в Торонто (Тодд Солондз).
- 1998 — приз международного жюри на кинофестивале в Сан-Паулу (Тодд Солондз).
- 1998 — участие в конкурсной программе Стокгольмского кинофестиваля.
- 1999 — Премия британского независимого кино за лучший иностранный независимый фильм на английском языке.
- 1999 — номинация на премию «Золотой глобус» за лучший сценарий (Тодд Солондз).
- 1999 — три номинации на премию «Независимый дух»: лучший режиссёр (Тодд Солондз), лучшая мужская роль (Дилан Бейкер), лучшая мужская роль второго плана (Филип Сеймур Хоффман).
- 1999 — приз недели режиссёров на кинофестивале Fantasporto (Тодд Солондз).
- 2000 — номинация на премию «Бодил» за лучший американский фильм (Тодд Солондз).